# Poemenia americana
Poemenia americana là một loài tò vò trong họ Ichneumonidae.